# Tizennégyszögszámok
A tizennégyszögszámok a figurális számokon belül a sokszögszámok közé tartoznak. Az n-edik tizennégyszögszám, Tn a közös csúcsból rajzolt, legfeljebb n pont oldalhosszúságú szabályos tizennégyszögek körvonalai egymástól különböző pontjainak száma. 
Az n-edik tizennégyszögszám általánosan a következő képlettel adható meg:
{\displaystyle T_{n}={\frac {n(12n-10)}{2}}\quad (n>0)}.
Az első néhány tizennégyszögszám:
1, 14, 39, 76, 125, 186, 259, 344, 441, 550, 671, 804, 949, 1106, 1275, 1456, 1649, 1854, 2071, 2300, 2541, 2794, 3059, 3336, 3625, 3926, 4239, 4564, 4901, 5250, 5611, 5984, 6369, 6766, 7175, 7596, 8029, 8474, 8931, 9400, 9881, 10374, … (A051866 sorozat az OEIS-ben)

## Párosság
A tizennégyszögszámok párossága váltakozik.

## Általánosított tizennégyszögszámok
Az általánosított tizennégyszögszámok is a fenti képlettel állíthatók elő, de a nullát és a negatív egész számokat is megengedve. A következő sorrendben szokás az általánosított tizennégyszögszámokat előállítani: 0, 1, −1, 2, −2, 3, −3, 4..., ami a következő sorozatot adja:
0, 1, 11, 14, 34, 39, 69, 76, 116, 125, 175, 186, 246, 259, 329, 344, 424, 441, 531, 550, 650, 671, 781, 804, 924, 949, 1079, 1106, 1246, 1275, 1425, 1456, 1616, 1649, 1819, 1854, 2034, 2071, 2261, 2300, 2500, 2541, 2751, 2794, 3014, 3059, 3289 … (A195818 sorozat az OEIS-ben)
Minden második általánosított tizennégyszögszám „normál” tizennégyszögszám is egyben. 

## Tesztelés tizennégyszögszámokra
Az n-edik tizennégyszögszám, {\displaystyle x_{n}} képletét n-re megoldva a következő képletet kapjuk:
{\displaystyle n={\frac {{\sqrt {24x+25}}+5}{12}}.}
Tetszőleges x szám tizennégyszögszám mivolta tesztelhető a fenti képletbe való behelyettesítéssel. Ha n egész számra jön ki, akkor x az n-edik tizennégyszögszám. Ha n nem egész szám, akkor x nem tizennégyszögszám.
Ez egyben tekinthető x tizennégyszöggyöke kiszámításának is. 